# Diastrophus turgidus
Diastrophus turgidus är en stekelart som beskrevs av Bassett 1870. Diastrophus turgidus ingår i släktet Diastrophus och familjen gallsteklar. Inga underarter finns listade i Catalogue of Life.